# Korsö (söder om Asterholma, Brändö, Åland)
Korsö med Blomholm och Sivlarören är en ö i Åland (Finland). Den ligger i Skärgårdshavet och i kommunen Brändö i landskapet Åland, i den sydvästra delen av landet. Ön ligger omkring 64 kilometer öster om Mariehamn och omkring 210 kilometer väster om Helsingfors.
Öns area är 1,07 kvadratkilometer och dess största längd är 1,9 kilometer i nord-sydlig riktning.

## Sammansmälta delöar
- Korsö 60°16′20″N 21°03′30″Ö / 60.27222°N 21.05832°Ö
- Blomholm 60°16′36″N 21°03′25″Ö / 60.2768°N 21.05698°Ö
- Sivlarören 60°16′04″N 21°03′17″Ö / 60.26774°N 21.05467°Ö
- Appolnäs 60°16′03″N 21°03′57″Ö / 60.2675°N 21.0658°Ö
- Korsö skäret, 60°15′53″N 21°03′43″Ö / 60.2647°N 21.0619°Ö